# Húsavík (Feröer)
Húsavík (dánul: Husevig) település Feröeren. Húsavík község központja és legnagyobb települése.

## Földrajz
A falu Sandoy keleti partján fekszik. Északi szomszédjától, Skálavíktól a Skálhøvdi hegyfok választja el.

## Történelem

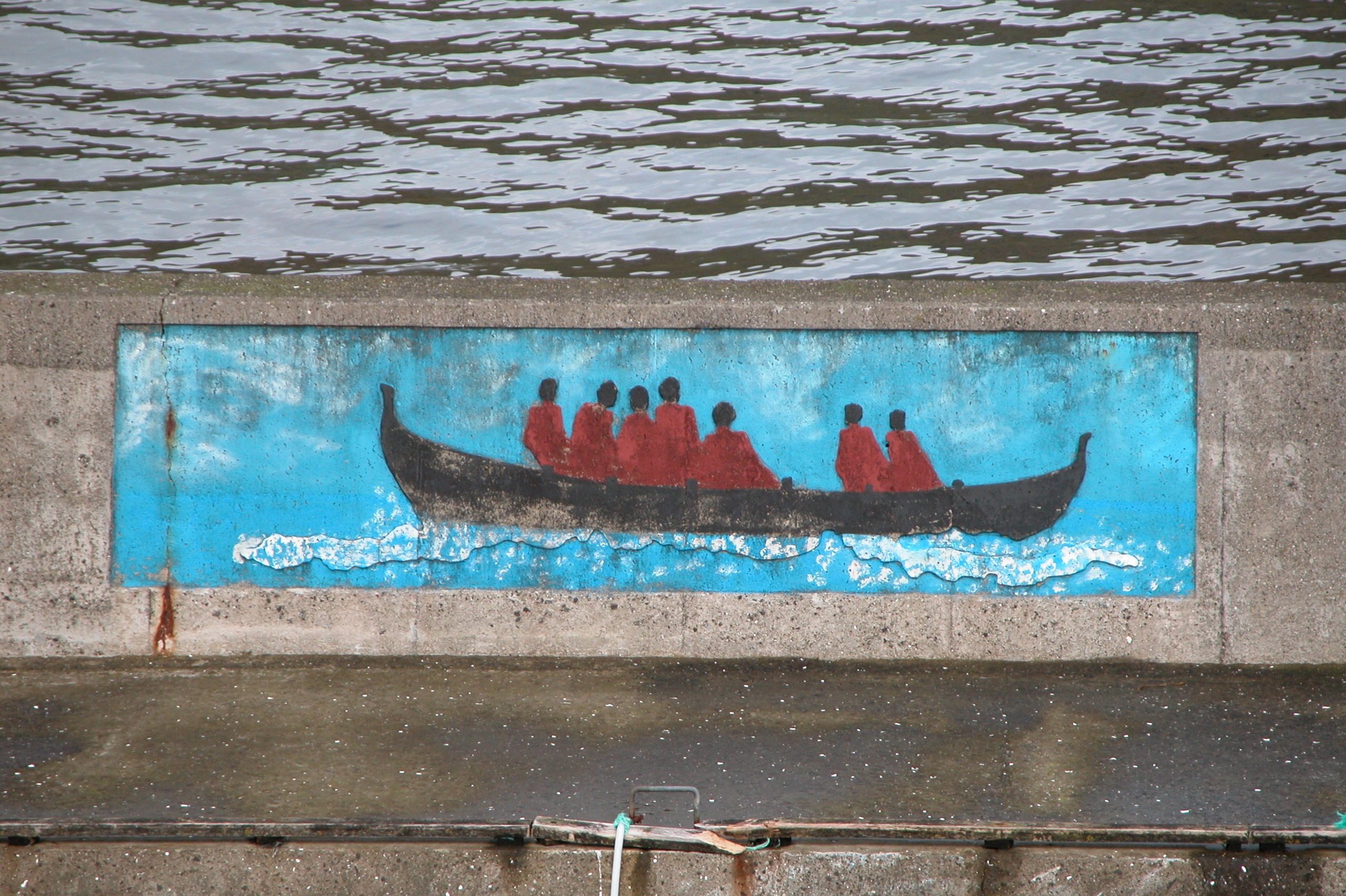
Tróndur Patursson egyik műve a kikötőben

Húsavík a viking kor óta lakott település. Első írásos említése az 1350–1400 között írt Kutyalevélben található.
A hagyomány szerint eredetileg nyugatabbra, a Kvíggjagil nevű völgyben állt, ahol ma is kivehetők a házak nyomai és az egykori templom és temető helye. A fekete halál azonban elpusztította a település lakóit, és később a pataktól keletre építették újjá a falut a 14. században. Az újjáépítés egy Guðrun Sjúrðardóttir nevű gazdag norvég asszony (Hústrúin, „a ház asszonya” néven is ismert) és férje nevéhez fűződik, aki az egész település birtokosa volt, de Norvégiában vagy Shetlandon is volt földje. Az általa épített kőkerítés és néhány épület romjai ma is megtalálhatók.
A falu temploma 1863-ból származik. A faluban egy kb. 130 éves, fűtetős lakóház is látható, amely ma műemléki védelem alatt áll, és a Føroya Fornminnissavnhoz tartozik.

## Népesség
| Év              | Lakosság |
| --------------- | -------- |
| 1986. január 1. | 112      |
| 1991. január 1. | 118      |
| 1996. január 1. | 100      |
| 2001. január 1. | 87       |
| 2006. január 1. | 80       |

## Gazdaság
Húsavík homokos tengerpartja azon kevés helyek közé tartozik Feröeren, ahol engedélyezett a cetvadászat.

## Közlekedés
Húsavíkból nyugat felé Sandur és a sziget többi települése, dél felé pedig Dalur érhető el közúton. A 601-es busz Dalur, illetve Sanduron át Skopun felé közlekedik.

### Lásd még
- Húsavík (Izland)